# Río Coporolo
El río Coporolo es un corto río costero africano intermitente del centro de Angola, que desemboca en el océano Atlántico, con una cuenca de drenaje de 15 674 km².
Fluye a través de Dombe Grande a través de la provincia de Benguela. A veces se ha considerado una corriente permanente.
Las inundaciones estacionales son un problema recurrente en la cuenca del río, con 6.700 personas desplazadas en una inundación en julio de 2011. y se prevé realizar obras próximamente para controlar las inundaciones estacionales y proteger a la ciudad y las granjas.